# Enbetsu, Hokkaidō
Enbetsu (遠別町 Enbetsu-chō) là thị trấn thuộc huyên Teshio, phó tỉnh Rumoi, Hokkaidō, Nhật Bản. Tính đến ngày 1 tháng 10 năm 2020, dân số ước tính thị trấn là 2.520 người và mật độ dân số là 4,3 người/km2. Tổng diện tích thị trấn là 590,86 km2.

## Địa lý

### Đô thị lân cận
- Phó tỉnh Rumoi
  - Teshio
  - Haboro
  - Shosanbetsu
- Phó tỉnh Kamikawa
  - Nakagawa
  - Horokanai

### Khí hậu
| Dữ liệu khí hậu của Enbetsu, Hokkaidō   | Dữ liệu khí hậu của Enbetsu, Hokkaidō | Dữ liệu khí hậu của Enbetsu, Hokkaidō | Dữ liệu khí hậu của Enbetsu, Hokkaidō | Dữ liệu khí hậu của Enbetsu, Hokkaidō | Dữ liệu khí hậu của Enbetsu, Hokkaidō | Dữ liệu khí hậu của Enbetsu, Hokkaidō | Dữ liệu khí hậu của Enbetsu, Hokkaidō | Dữ liệu khí hậu của Enbetsu, Hokkaidō | Dữ liệu khí hậu của Enbetsu, Hokkaidō | Dữ liệu khí hậu của Enbetsu, Hokkaidō | Dữ liệu khí hậu của Enbetsu, Hokkaidō | Dữ liệu khí hậu của Enbetsu, Hokkaidō | Dữ liệu khí hậu của Enbetsu, Hokkaidō |
| Tháng                                   | 1                                     | 2                                     | 3                                     | 4                                     | 5                                     | 6                                     | 7                                     | 8                                     | 9                                     | 10                                    | 11                                    | 12                                    | Năm                                   |
| --------------------------------------- | ------------------------------------- | ------------------------------------- | ------------------------------------- | ------------------------------------- | ------------------------------------- | ------------------------------------- | ------------------------------------- | ------------------------------------- | ------------------------------------- | ------------------------------------- | ------------------------------------- | ------------------------------------- | ------------------------------------- |
| Cao kỉ lục °C (°F)                      | 9.4 (48.9)                            | 12.2 (54.0)                           | 15.4 (59.7)                           | 23.0 (73.4)                           | 28.1 (82.6)                           | 32.6 (90.7)                           | 33.3 (91.9)                           | 34.2 (93.6)                           | 32.0 (89.6)                           | 22.4 (72.3)                           | 18.6 (65.5)                           | 13.0 (55.4)                           | 34.2 (93.6)                           |
| Trung bình ngày tối đa °C (°F)          | −2.2 (28.0)                           | −1.5 (29.3)                           | 2.4 (36.3)                            | 8.8 (47.8)                            | 15.2 (59.4)                           | 19.5 (67.1)                           | 23.5 (74.3)                           | 24.6 (76.3)                           | 21.5 (70.7)                           | 14.9 (58.8)                           | 6.9 (44.4)                            | 0.3 (32.5)                            | 11.2 (52.1)                           |
| Trung bình ngày °C (°F)                 | −5.8 (21.6)                           | −5.6 (21.9)                           | −1.4 (29.5)                           | 4.6 (40.3)                            | 10.4 (50.7)                           | 14.8 (58.6)                           | 18.9 (66.0)                           | 20.0 (68.0)                           | 16.3 (61.3)                           | 10.2 (50.4)                           | 3.4 (38.1)                            | −2.8 (27.0)                           | 6.9 (44.5)                            |
| Tối thiểu trung bình ngày °C (°F)       | −10.5 (13.1)                          | −11.0 (12.2)                          | −6.2 (20.8)                           | −0.1 (31.8)                           | 5.5 (41.9)                            | 10.5 (50.9)                           | 15.0 (59.0)                           | 15.9 (60.6)                           | 11.3 (52.3)                           | 5.4 (41.7)                            | −0.1 (31.8)                           | −6.4 (20.5)                           | 2.4 (36.4)                            |
| Thấp kỉ lục °C (°F)                     | −26.8 (−16.2)                         | −25.6 (−14.1)                         | −23.1 (−9.6)                          | −11.3 (11.7)                          | −3.7 (25.3)                           | 0.2 (32.4)                            | 5.7 (42.3)                            | 5.5 (41.9)                            | 1.6 (34.9)                            | −5.0 (23.0)                           | −12.8 (9.0)                           | −21.9 (−7.4)                          | −26.8 (−16.2)                         |
| Lượng Giáng thủy trung bình mm (inches) | 73.3 (2.89)                           | 52.4 (2.06)                           | 53.1 (2.09)                           | 50.2 (1.98)                           | 68.9 (2.71)                           | 65.0 (2.56)                           | 123.0 (4.84)                          | 142.5 (5.61)                          | 126.0 (4.96)                          | 134.9 (5.31)                          | 129.4 (5.09)                          | 97.4 (3.83)                           | 1.121,9 (44.17)                       |
| Số ngày mưa trung bình                  | 19.5                                  | 15.4                                  | 13.1                                  | 10.8                                  | 10.5                                  | 9.7                                   | 10.0                                  | 10.7                                  | 11.4                                  | 15.8                                  | 19.2                                  | 21.1                                  | 167.2                                 |
| Số giờ nắng trung bình tháng            | 48.6                                  | 76.4                                  | 129.8                                 | 165.8                                 | 188.4                                 | 160.8                                 | 155.9                                 | 164.2                                 | 170.3                                 | 119.8                                 | 51.0                                  | 28.5                                  | 1.461,5                               |
| Nguồn 1: JMA                            |                                       |                                       |                                       |                                       |                                       |                                       |                                       |                                       |                                       |                                       |                                       |                                       |                                       |
| Nguồn 2: Cục Khí tượng Nhật Bản         |                                       |                                       |                                       |                                       |                                       |                                       |                                       |                                       |                                       |                                       |                                       |                                       |                                       |